# Nagytétényi Kastélymúzeum
A Nagytétényi Kastélymúzeum az Iparművészeti Múzeum 1949-ben létesített bútormúzeuma, amely Budapest XXII. kerületében, a Kastélypark u. 9–11. sz. alatt található. Felújítási munkálatok miatt a Nagytétényi Kastély 2018. január 15-től felújítás miatt zárva tart.

## Az épület
A volt Rudnyánszky-kastély az egyik legismertebb magyar barokk műemlék, amelyet Száraz Julianna férje, báró Rudnyánszky József építtetett az ókori Campona nevű római erőd délkeleti részén, római alapok (1–2. században épült római „villa rustica”, vagyis egy gazdálkodó háza, a nyugatra néző kapujának orsóköve a kastély pincéjében ma is látható.) és a korábbi kastély felhasználásával, 1743 és 1751 között, Mayerhoffer András tervei alapján, a Duna jobb partján. A magyar barokk építészet kiváló alkotásai közé tartozó nagytétényi Száraz-Rudnyánszky kastély a Grassalkovich-típusú kastélyok stílusjegyeit mutatja. A római maradványokat is magába foglaló gótikus várkastély a 13. század folyamán az Árpád-házzal rokonságot tartó helyi birtokos Tétény család számára épült.

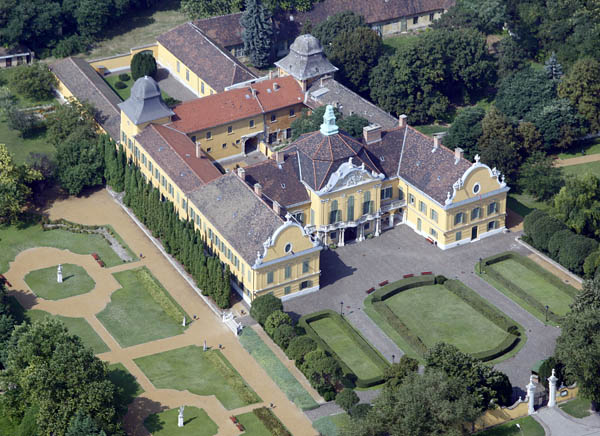
A kastély madártávlatból

A török hódoltság másfél évszázada (1541–1686) alatt Tétény a budai szandzsákhoz, közvetlenül a szultán fennhatósága alá tartozott. Az épületet magas rangú török tisztek lakták. 1686-ban a felszabadító harcokban mutatott vitézségéért Buchingen Ferenc kapitány kapta meg, majd az elzálogosított javakat a később bárói rangra emelt Száraz György királyi személynök váltotta meg. 1716-ban kezdte meg a gazdálkodást Tétényben és hozzáfogott a kastély újjáépítéséhez és kibővítéséhez.
Rudnyánszkyné Száraz Julianna halála (1798) után a kastélyt három részre osztva a család oldalági leszármazottai örökölték. 1904-ben kiégett, eredeti belső berendezéséből semmi sem maradt. A második világháború folyamán az épület súlyos károkat is szenvedett. A birtokot kezelő Földművelésügyi Minisztérium 1948. július 1-jén átadta a kastélyt múzeumi célokra. Helyreállítása 1951-ben kezdődött meg, és még ebben az évben megnyílt az első bútorkiállítás. 1989-ben – a romló épületállapot miatt – szükségessé vált a kastély bezárása. Az 1997-ben megkezdett felújítási munkák után külsőben és belsőben megszépülve 2000 nyarán nyitotta meg kapuit ismét a kastélymúzeum. Jelenleg (2018) újabb felújítás zajlik, zárva tart.
A kastély előtti park a Déli Vasút Budapest–Murakeresztúr-vasútvonalának megépítéséig hármas terasszal a Dunát kísérő hajóvontató útig húzódott. A Nagytétény szélén 1861-ben épült vasútállomás helyett, a park mellett 2013-ban nyilt meg a Kastélypark megállóhely.

## A kiállítás
Az iparművészeti kiállítás a hazai és a külföldi bútorművesség emlékeit mutatja be korhű berendezési tárgyakkal, szőnyegekkel, kályhákkal, kerámiákkal.

## Érdekesség
- A kastély reneszánsz szobájában készült a Locomotiv GT zenekar első lemezének a borítóképe.
- A kastélyban forgatták 1972-ben a Bob herceg című film egyes jeleneteit.[3]
- Szintén itt forgatták 2019-ben a Bátrak földje című telenovellát. A történetben az épület a Rokoczay-család otthonát testesítette meg.